# Szczęśliwi rozwodnicy
Szczęśliwi rozwodnicy (ang. Happily Divorced) – amerykański serial komediowy nadawany przez stację TV Land od 15 czerwca 2011 roku. 23 sierpnia 2013 roku stacja postanowiła anulować serial i nie przedłużać go na trzeci sezon.

## Fabuła
Fran Lovett (Fran Drescher), pracująca we własnej garażowej kwiaciarni, po 18 latach małżeństwa dowiedziała się od współmałżonka Petera (John Michael Higgins), że jest on gejem. Oboje zdecydowali się na rozwód. Po podpisaniu dokumentów zaczęła się prawdziwa zabawa ponieważ, w dobie kryzysu finansowego, wartość ich domu znacznie spadła. Petera natomiast nie stać na wynajęcie bądź zakup mieszkania, pomimo że sam jest agentem nieruchomości. Fran wraz z byłym mężem, który zamieszkał w gościnnym pokoju, będą musieli tym samym ułożyć na nowo swoje wzajemne relacje. Razem także wkroczą do „randkowej dżungli”.

## Obsada

### Główna
- Fran Drescher jako Francine „Fran” Lovett zd. Newman
- John Michael Higgins jako Peter Lovett, homoseksualny były mąż Fran
- Tichina Arnold jako Judi Mann, przyjaciółka Fran
- Rita Moreno jako Dorothea „Dori” Newman, matka Fran
- Robert Walden jako Glenn Newman, ojciec Fran
- Valente Rodriguez jako Cesar, współpracownik Fran w kwiaciarni

### Drugoplanowa
- Donald Warren Moffett jako Elliott, były narzeczony Fran[2]
- Renée Taylor jako Marilyn Kappelmaster, przyjaciółka i sąsiadka Dori
- Joan Collins jako ona sama[3], pracodawczyni Petera

### Gościnna

#### W pierwszym sezonie
- Peter Marc Jacobson jako kelner (odc. 1.01)
- Megan Ferguson jako Monica, była klientka Fran (odc. 1.03)
- Michael Carbonaro jako Jeremy, były narzeczony Moniki i sprzedawca ciast weselnych (odc. 1.03 i 2.21)
- Kevin Kilner jako Richard, była randka Fran (odc. 1.04)
- Ian Abercrombie jako Victor, były klient Petera (odc. 1.05)
- Ian Ziering jako kierownik grupy wsparcia (odc. 1.05)
- Fred Stoller jako Chad, brutalnie szczery kelner (odc. 1.06 i 2.02)
- Amy Landecker jako Audrey, była żona Elliota (odc. 1.07)
- Angie Everhart jako Claire, siostra Elliota (odc. 1.07)
- Lou Diamond Phillips jako David, niewierny obiekt westchnień Fran i Judi (odc. 1.08)
- Jennifer Holliday jako ona sama (odc. 1.09)
- Charles Shaughnessy jako Gregory Sherwood[4], biseksualny pisarz (odc. 1.10)

#### W drugim sezonie
- Morgan Fairchild jako Jill Harmon-Kupperman, rywalka Fran z czasów szkolnych (odc. 2.01)
- Christopher Rich jako Frank Kupperman, chirurg i mąż Jill (odc. 2.01)
- Jeffrey Nordling jako Matthew Lovett, brat Petera i Peggy (odc. 2.02)
- Sean Kanan jako Keith, była randka Petera (odc. 2.03)
- Ann Guilbert jako Myrna[5], matka Marilyn (odc. 2.04)
- Judith Hoag jako Donna, była sąsiadka Lovettów (odc. 2.05)
- Rebecca McFarland jako Karen, znajoma z pracy Petera (odc. 2.05)
- John Schneider jako Adam, była i przygodowa randka Fran (odc. 2.07)
- Rosie O’Donnell jako Katy O’Grady[6], psycholog zwierzęcy oraz pomoc w salonie sukien ślubnych i kelnerka (odc. 2.09)
- Dan Aykroyd jako Harold[6], była randka Fran oraz psychoterapeuta Elliota i Fran (odc. 2.10)
- Stephanie Faracy jako Jane, kierownik grupy wsparcia (odc. 2.10)
- Judy Reyes jako Teresa, żona Cesara (odc. 2.11)
- Thierre Di Castro jako Ramon, tymczasowe zastępstwo Cesara w kwiaciarni (odc. 2.11)
- Ralph Macchio jako Frankie, były chłopak Fran (odc. 2.12 i 2.13)
- Robert Wagner jako Douglas, ojciec Elliota (odc. 2.14)
- Florence Henderson jako Elizabeth, matka Elliota (odc. 2.14)
- Debi Mazar jako Jan[7], była kandydatka na współlokatorkę Petera (odc. 2.15)
- Victor Turpin jako Enrico, kuzyn Cesara oraz barman i kandydat na współlokatora Petera (odc. 2.15)
- Cyndi Lauper jako Kiki Kappelmaster[8], córka Marylin (odc. 2.17)
- Ray Abruzzo jako Carmine, śpiewający kelner oraz miłość Kiki (odc. 2.17)
- Harry Van Gorkum jako Neil, nowy sąsiad Lovettów (odc. 2.18, 2.22 i 2.23)
- Keenen Ivory Wayans jako Tony Foxx[9], zmarły były chłopak Judi (odc. 2.19)
- Nikki Crawford jako Monica Foxx, wdowa po Tonym (odc. 2.19)
- Colin Ferguson jako Chris[10], chłopak Petera (odc. 2.20 i 2.24)
- Tim Bagley jako Michael, były mąż Chrisa (odc. 2.20)
- Molly Shannon jako Peggy Lovett[11], siostra Petera i Matthew (odc. 2.21)
- Aldo Quintino jako Emilio, szesnastoletni syn Cesara i Teresy (odc. 2.22)
- Brittany Beery jako Sarah, szesnastoletnia córka Neila (odc. 2.22)

## Lista odcinków

### Sezon 1
1. Pilot (15 czerwca 2011)
2. Pillow Talk (22 czerwca 2011)
3. Anniversary (29 czerwca 2011)
4. A Date With Destiny (6 lipca 2011)
5. Spousal Support (13 lipca 2011)
6. I Wanna Be Alone (20 lipca 2011)
7. Someone Wants Me (27 lipca 2011)
8. A Kiss Is Just a Kiss (3 sierpnia 2011)
9. Vegas Baby (10 sierpnia 2011)
10. Torn Between Two Lovettes (17 sierpnia 2011)

### Sezon 2
1. The Reunion (7 marca 2012)
2. Peter Comes Out, Again (14 marca 2012)
3. Daddy’s Girl (21 marca 2012)
4. The Burial Plotz (28 marca 2012)
5. Swimmers and Losers (11 kwietnia 2012)
6. Newman vs. Newman (18 kwietnia 2012)
7. Adventure Man (25 kwietnia 2012)
8. Time in a Bottle (2 maja 2012)
9. Mother’s Day (9 maja 2012)
10. Fran-alayze This (16 maja 2012)
11. Cesar's Wife (23 maja 2012)
12. Two Guys, a Girl and a Pizza Place (6 czerwca 2012)
13. Two Guys, a Girl and a Pizza Place II (28 listopada 2012)
14. Meet the Parents (5 grudnia 2012)
15. The Back-Up Fran (12 grudnia 2012)
16. A Star is Reborn (19 grudnia 2012)
17. Follow the Leader (26 grudnia 2012)
18. Love Thy Neighbor (2 stycznia 2013)
19. The Biggest Chill (9 stycznia 2013)
20. Peter’s Boyfriend (16 stycznia 2013)
21. I Object (23 stycznia 2013)
22. Happily Divorced... With Children (30 stycznia 2013)
23. Sleeping With the Enemy (6 lutego 2013)
24. For Better or For Worse (13 lutego 2013)